# Esteban Adaro
Esteban P. Adaro (San Luis, 29 de junio de 1875 - 30 de noviembre de 1934) fue un médico y político argentino, que fue gobernador de la provincia de San Luis en la primera década del siglo XX.

## Biografía
Era nieto de Antonio Esteban Adaro, un militar que luchó en la Guerra de Independencia Argentina.
Se recibió de médico y desde muy joven se unió a la Unión Cívica Radical, adhiriéndose en un principio a la política de la abstención electoral preconizada por Hipólito Yrigoyen. Después de la revolución radical de 1905, sin embargo, vio una oportunidad para su partido a nivel provincial, estableciendo una alianza con sectores descontentos del Partido Autonomista Nacional junto a grupos derivados del mitrismo, conocidos en San Luis como republicanos y nacionalistas.
Ganó las elecciones provinciales por amplio margen, pero al formar su gabinete se valió únicamente de radicales y escasas figuras autonomistas. Los mismos dirigentes que lo habían llevado al gobierno, entre ellos varios que habían ocupado u ocuparían el cargo de gobernador, como Adolfo Rodríguez Saá "El Pampa", Alberto Arancibia Rodríguez y Juan Daract, se lanzaron a una revolución el 24 de agosto de 1907, día en que debía asumir Adaro. No obstante, Adaro se reunió con los legisladores adeptos y juró en su presencia en un galpón de un acopiador de cueros y prestó juramento. No obstante, no logró ocupar las instalaciones del gobierno hasta la llegada del interventor federal Manuel de Iriondo; éste obligó a los revolucionarios a abandonar la capital y reunió a los legisladores, que tomaron nuevamente juramento —con las formalidades del caso— el 16 de septiembre.
Creó una comisión especial para fijar definitivamente las fronteras con la Provincia de Córdoba, reorganizó y equipó cuidadosamente a la policía provincial, creó colonias agrícolas y abrió caminos en el interior de la provincia. La actividad literaria tuvo durante su período de gobierno un auge notable, inspirada en la figura de Juan Crisóstomo Lafinur, que en esa época comenzó a ser considerado un prócer provincial; el gobierno adhirió a este estallido cultural adquiriendo vastas colecciones de libros para las bibliotecas provinciales. También mandó difundir el Código de Procedimientos Criminales para la provincia y se edificaron escuelas en varias localidades.
La modernización de la policía y su utilización como preventiva de nuevos conatos revolucionarios fue interpretada por sus opositores como una ilegítima persecución sobre la población. No obstante, el 1 de mayo de 1908 tuvo lugar en San Luis la primera manifestación obrera, y ese mismo año se declaró una huelga que no fue perseguida.
El gobierno de Adaro nunca logró mantenerse a salvo de conflictos de poderes, tanto con la legislatura como con las municipalidades más poderosas, como las de la capital y Villa Mercedes, en las cuales predominaban los conservadores. La situación se tornó insostenible cuando el presidente José Figueroa Alcorta tomó abiertamente partido por sus opositores, decidido a ganar las siguientes elecciones; se envió a la provincia una nueva intervención federal, que declaró disueltas las autoridades ejecutivas y legislativas el 16 de marzo de 1909.
Tras su paso por el gobierno nacional fue médico de la Sanidad Militar. Años más tarde fue elegido diputado nacional, cargo que ocupó entre 1924 y 1928.